# Mariakapel (Milheeze)
De Mariakapel is een vierkante bakstenen kapel in Milheeze.
Deze kapel is gewijd aan Maria en tot in de jaren vijftig trok men uit in processie op Maria Hemelvaart om daar een mis te houden. De kapel is gebouwd op grond geschonken door de familie Cornelissen en de parochianen hebben de bouwkosten opgebracht. Pastoor Simonis, naar wie het Pastoor Simonisplein is vernoemd waar de Sint-Willibrorduskerk staat, heeft de kapel ten geschenke gekregen voor zijn veertigjarig priesterjubileum. Dat was een groots feest waarbij een mis, en een processie (in dit geval naar de kapel) plaatsvond, met vele 'bruidjes' die, vanouds in het wit gekleed, bloemen strooien vooraan de processie. Het bouwjaar 1938 is van belang in dit geval, de jaren dertig waren de crisisjaren en de mensen hadden niet veel te missen. Toch werd deze kapel gebouwd.
De kapel is gebouwd in de toen populaire stijl van de Delftse School, een erg traditionele architectuur, sterk verbonden met het Brabantse dorp. Te veel versiering deed af aan de waarde van het gebouw, soberheid en eenvoud waren gewenst. Wel werd sterk onderscheid gemaakt in functie, woonhuizen waren simpeler dan bijvoorbeeld kerken. Binnenin staat een Mariabeeld op een bakstenen sokkel en een wit plafond in een tongewelf stijl. De grijze onderdelen van de vensters (de vensters worden ook wel rondboogtripletten genoemd) zijn van natuursteen. Ook dat is een wezenlijk onderdeel van de stijl  van de Delftse School.